# Секст Отто Ліндберг
Секст Отто Ліндберг (швед. Sextus Otto Lindberg, 1835–1889) — шведський лікар і ботанік, відомий як мохознавець.

## Біографія
Він народився в Стокгольмі й отримав освіту в Упсалі. Працював у Великому князівстві Фінляндському, яке тоді входило до Російської імперії. Він став професором ботаніки та деканом фізико-математичного факультету Гельсінгфорського університету.
Ліндберг помер у Гельсінкі. Він був батьком ботаніка Гаральда Ліндберга (1871–1963).

## Вшанування
На його честь названо рід Lindbergia у родині Leskeaceae, опубліковану шведським бріологом Нільсом Конрадом Кіндбергом у 1897 році. Його син Харальд був удостоєний назви роду Lindbergella у родині Poaceae, опублікованої ірландським ботаніком Норманом Лофтусом Бором у 1969 році.

## Основні праці
- Om de officinela barkarne (1864)
- Om de europeiska Trichostomeæ (1864)
- Hepaticæ Scandinaviæ exsiccatæ (1874)
- Utkast till en naturlig gruppering af Europas bladmossor med toppsittande frukt (1878)
- Musci scandinavici in systemate novo naturali dispositi (1879)